# Jacqueline Logan
Jacqueline Logan, (29 novembre 1904 - 4 avril 1983) est une actrice américaine talentueuse des écrans du cinéma muet et réalisatrice de films.

## Biographie
Née  en 1904, à Corsicana au Texas, Jacqueline a pour père Charles A. Logan, architecte et pour mère, Marion Logan, chanteuse d'opéra et professeur de chant. Elle passe son enfance à Scottsbluff dans le Nebraska où elle travaille brièvement comme journaliste pour le Scottsbluff Republican. 
La famille s'installe à Colorado Springs au Colorado où Jacqueline suit un cursus de journalisme dispensé par Ford Frick,. Puis elle part à Chicago où elle trouve un emploi de danseuse dans un spectacle théâtral. En visite chez son oncle, il apprend qu'elle a dû mentir sur son âge pour obtenir le poste et fait en sorte qu'elle perde ce travail. Depuis qu'elle est enfant, elle a toujours été fascinée par les stars du cinéma et des comédies musicales qui venaient, dans la maison familiale, prendre des cours de chant auprès de sa mère. Déterminée, elle veut se donner les moyens de fréquenter cet univers.
Installée à  Washington sur la côte est, à la suite d'un déménagement motivé par les intérêts professionnels de sa mère, elle choisit de suivre sa scolarité au National Park Seminary du Maryland. En 1919, lors des vacances de Pâques, elle part à New York bien décidée à obtenir un rôle mais il ne lui est proposé qu'un poste dans la chorale des Ziegfeld girls alors que, dit-elle « elle est capable de tenir le rôle d'Angela » dans le show des Ziegfeld Follies.
N'ayant pas de travail, elle n'ose pas rendre visite à sa tante habitant New York. La chance lui sourit deux mois plus tard lorsque Margot Kelly libère le poste d'Angela et qu'elle est choisie pour la remplacer dans la comédie musicale de Floradora ,. Elle tient le rôle pendant le reste de la saison puis  participe au show  des Midnight Frolic, tenu sur le Garden Roof, dans le théâtre New Amsterdam de New York
Elle trouve le temps de faire ses premiers pas au cinéma en participant à un des courts métrages de Johnny Hines et de faire des shootings photo avec notamment Alfred Cheney Johnston. Un soir, remarquée par Allan Dwan lors d'une représentation d'une Midnight Frolic, le réalisateur et producteur californien la convainc de signer un contrat pour le film The Perfect crime. Elle décide de partir à Hollywood laissant le rôle d'Angela à Dorothy Mackaill,.

## Carrière au cinéma
Travaillant dans les Studios de Dawn, Jacqueline Logan donne la réplique à la jeune et jolie blonde Jane Peters, la future Carole Lombard, dans le film The Perfect Crime en  1921. Puis, elle joue avec Mabel Normand dans le film Molly O'. 
En 1922, le comité de la WAMPAS sélectionne la jolie rousse pour faire partie de la première promotion des treize Baby Stars de la Western Associated Motion Picture Advertisers (WAMPAS) composée entre autres par Mary Philbin et Patsy Ruth Miller. En cette fin d'année, elle signe un contrat de cinq ans avec la Paramount et devient une actrice permanente aux côtés des célébrités comme Lila Lee, James Kirkwood Sr. ou encore George Fawcett.
Puis, elle enchaine sur des films mémorables donnant la réplique aux stars comme Thomas Meighan, Ricardo Cortez, Leatrice Joy ou encore William Powell dans les  Studios de la Famous Players Lasky Corporation, ceux de Goldwyn et Robertson Cole ou ceux d' Universal. A Los Angeles, elle sort et fréquente beaucoup d'amis du milieu du cinéma dont Edna Purviance, Teddy Sampson et Mabel Normand.

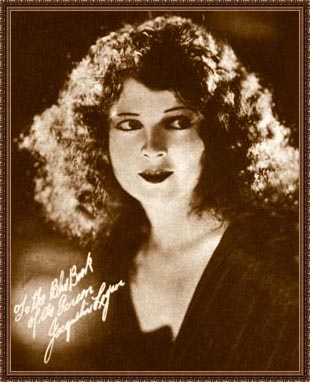
photo de Jacqueline Logan issue de The Blue Book of the Screen par Ruth Wing (1923)

Son interprétation dans La Maison de la jeunesse de 1924 est selon les critiques le film qui a fait d'elle une star. Elle épouse en 1926, R. J. Gilespie. En 1926, Jacqueline tourne dans Footloose Widows avec Louise Fazenda et en 1927, Blood Ship avec Richard Arlen. Jacqueline Logan est sélectionnée par Cecil B. DeMille pour le rôle, très convoité de Marie Madeleine dans le classique Le roi des rois de 1927 qui retrace certains épisodes de la vie de Jésus. Montré dans le monde entier chaque jour pendant des décennies après sa sortie, le film  battu le record des entrées . Lorsque le procédé Vitaphone a été généralement adopté, la voix de Logan a été enregistrée pour accompagner son rôle d'actrice dans le film muet original.
Malheureusement, l'actrice de films muets a en grande partie, échoué à s'inscrire dans la continuité qu'offrait le cinéma parlant. Dans une des premières comédies musicales, Show of Shows de 1929, Logan était un des membres d’une grande distribution de stars qui a été très rentable pour la Columbia Pictures.

## Scénariste et réalisatrice de films
Logan part en Angleterre pendant un temps pour travailler son jeu de scène, travail qu'elle met à profit dans la pièce de théâtre Smoky Cell et qui lui vaut de bonnes critiques. Après avoir terminé le film anglais Middle Watch, elle est gratifiée d'un Command Performance. La compagnie de British International Pictures la recrute, alors, pour l'écriture de scénarios ainsi que la réalisation. Elle écrit Knock-Out, puis écrit et réalise Strictly Business en 1931. Les deux furent de véritables succès.
Malheureusement, la nouvelle Logan — scénariste et réalisatrice — se retrouve moins sollicitée lors de son retour à Hollywood. En effet, le directeur de production de la Columbia Pictures, Harry Cohn a bien fait l'éloge de son travail, mais n'a pas voulu lui proposer un poste de réalisatrice.
À la fin de ses engagements vis à vis des théâtres pour lesquels elle jouera encore dans les piéces Merrily We Roll Along et Two Strange Women à Broadway, Logan quitte définitivement le cinéma et le théâtre.

## Des années plus tard
Après avoir divorcé de son mari industriel en 1947, elle épouse William Lawrence Winston.  Logan réside dans le comté de Westchester près de New York, jusqu'à la fin des années 1960. Elle passe ses hivers en Floride où elle rend visite à des amies comme Lila Lee et Dorothy Dalton, toutes deux des anciennes actrices. Le reste de l’année, elle réside à Bedford Hills dans l’État de New York, avec son dogue allemand issu des chenils de Lina Basquette.
Jacqueline Logan décède à Melbourne en Floride, le 4 avril 1983, le même jour que la star Gloria Swanson  et est inhumée au cimetière Greenwood à Decatur en Illinois.

## Filmographie
- 1921 : The Fighting Lover de Fred LeRoy Granville : Helen Leigh
- 1921 : Rêve de seize ans (Molly O') de F. Richard Jones : Miriam Manchesteer
- 1921 : Le Crime parfait (A Perfect Crime) de Allan Dwan : Mary Oliver
- 1921 : White and Unmarried (en) de Tom Forman : Andrée Duphot
- 1922 : A Blind Bargain de Wallace Worsley : Angela Marshall
- 1922 : Sur les sables brûlants (Burning Sands) de George Melford : Lizette
- 1922 : Ebb Tide de George Melford : Tehura
- 1922 : Le Paradis d'un fou (Fool's Paradise) de Cecil B. DeMille : Girda
- 1922 : Gay and Devilish de William A. Seiter : Lilah Deane
- 1922 : Saved by Radio de William James Craft : Mary Stafford
- 1922 : L'Audace et l'Habit (A Tailor-Made Man) de Joseph De Grasse : Corinne Stanlaw
- 1923 : Java Head de George Melford : Nettie Vollar
- 1923 : La Lumière qui s'éteint (The Light That Failed) de George Melford : Bessie Broke
- 1923 : Mr. Billings Spends His Dime de Wesley Ruggles : Suzanna Juárez
- 1923 : Salomy Jane de George Melford : Salomy Jane
- 1923 : Sixty Cents an Hour : Mamie Smith
- 1924 : Marins (Code of the Sea) de Victor Fleming : Jenny Hayden
- 1924 : The Dawn of a Tomorrow de George Melford : Glad
- 1924 : Dynamite Smith de Ralph Ince : Kitty Gray
- 1924 : Flaming Barriers de George Melford : Jerry Malone
- 1924 : The House of Youth de Ralph Ince : Corinna Endicott
- 1924 : Manhattan de R.H. Burnside : Mary Malone
- 1925 : If Marriage Fails de John Ince : Nadia
- 1925 : A Man Must Live de Paul Sloane : 'Mops' Collins
- 1925 : Peacock Feathers de Svend Gade : Mimi Le Brun
- 1925 : Playing With Souls de Ralph Ince : Bricotte
- 1925 : Le Vainqueur du ciel (The Sky Raider) de T. Hayes Hunter : Lucille Ward
- 1925 : Extra Dry (Thank You) de John Ford : Diane Lee
- 1925 : Si les hommes pouvaient (Wages for Wives) de Frank Borzage : Nell Bailey
- 1925 : When the Door Opened de Reginald Barker : Teresa de Fontenac
- 1926 : Une riche veuve (Footloose Widows)  de Roy Del Ruth : Marian
- 1926 : Out of the Storm de  Louis J. Gasnier : Mary Lawrence
- 1926 : Le Prince Gipsy (The Outsider), de Rowland V. Lee : Leontine Sturdee
- 1926 : Tony Runs Wild de Tom Buckingham : Grace Percival
- 1926 : White Mice de Edward H. Griffith : Inez Rojas
- 1927 : Swope le cruel (The Blood Ship) de George B. Seitz : Mary Swope Newman
- 1927 : For Ladies Only de Henry Lehrman et Scott Pembroke : Ruth Barton
- 1927 : Le Roi des rois (The King of Kings) de Cecil B. DeMille : Marie Madeleine
- 1927 : One Hour of Love (en) de Robert Florey : 'Jerry' McKay
- 1927 : The Wise Wife de E. Mason Hopper : Jenny Lou
- 1928 : Broadway Daddies de Fred Windermere : Eve Delmar
- 1928 : The Charge of the Gauchos de Albert H. Kelley : Monica Salazar
- 1928 : The Cop de Donald Crisp : Mary Monks
- 1928 : The Leopard Lady de Rupert Julian : Paula
- 1928 : The Look Out Girl (en) de Dallas M. Fitzgerald : Dixie Mowbray
- 1928 : Midnight Madness de F. Harmon Weight : Norma Forbes
- 1928 : Nothing To Wear d'Erle C. Kenton : Jackie Standish
- 1928 : Power de Howard Higgin : Lorraine LaRue
- 1928 : The River Woman de Joseph Henabery : The Duchess
- 1928 : Ships of the Night de Duke Worne : Johanna Hearne
- 1928 : Stocks and Blondes de Dudley Murphy : Patsy
- 1929 : Sombras habaneras de René Cardona et Cliff Wheeler : Maria
- 1929 : The Bachelor Girl de Richard Thorpe : Joyce
- 1929 : The King of the Kongo de Richard Thorpe : Diana Martin
- 1929 : The Faker (en) de Phil Rosen : Rita Martin
- 1929 : Stark Mad de Lloyd Bacon : Irene
- 1929 : Le Général Crack (General Crack)  d'Alan Crosland : Contesse Carola
- 1930 : Symphony in Two Flats de Gareth Gundrey : Leslie Fullerton
- 1930 : The Middle Watch de Norman Walker : Mary Carlton
- 1931 : Shadows d'Alexander Esway : Fay Melville
- 1973 : Secrets of a Door-to-Door Salesman (en) de Wolf Rilla : Mme Donovan